# Anatoli Georgijewitsch Kusnezow
Anatoli Georgijewitsch Kusnezow (russisch Анатолий Георгиевич Кузнецов; * 23. Juli 1932 in Perm; † 23. Juli 2000 in Moskau) war ein russischer Schachkomponist. Er stand in keiner familiären Beziehung zum ebenfalls in Moskau lebenden Schachkomponisten Alexander Kusnezow.

## Schachkomposition
|   | a | b | c | d | e | f | g | h |   |
| 8 |   |   |   |   |   |   |   |   | 8 |
| 7 |   |   |   |   |   |   |   |   | 7 |
| 6 |   |   |   |   |   |   |   |   | 6 |
| 5 |   |   |   |   |   |   |   |   | 5 |
| 4 |   |   |   |   |   |   |   |   | 4 |
| 3 |   |   |   |   |   |   |   |   | 3 |
| 2 |   |   |   |   |   |   |   |   | 2 |
| 1 |   |   |   |   |   |   |   |   | 1 |
|   | a | b | c | d | e | f | g | h |   |

Kusnezow publizierte seit 1948 mehr als 250 Kompositionen, vor allem Studien, aber auch retroanalytische Aufgaben. Zu Beginn seines Schaffens komponierte er oft gemeinsam mit Boris Sacharow. Er nahm Nikolai Kralin und Karen Sumbatjan unter seine Fittiche.
Im Studienturnier der Sowjetunion gegen den Rest der Welt 1989 war er Mannschaftsführer des sowjetischen Teams. Zum Ende seines Lebens arbeitete er über fünf Jahre lang gemeinsam mit Sumbatjan an einer Studie. In der Datenbank von Harold van der Heijden sind beinahe 150 seiner Studien enthalten.
Lösung:

1. Ke7–f7+ Kh5–h6 2. Tf2xf3 h2–h1D 3. Tf3–f6+ Kh6–h5 4. Tf6–f4 b7–b6 5. d2–d4 b6–b5 6. d4–d5 Dh1–h2 7. Tf4–f5+ Kh5–g4 8. Tf5–g5+ Kg4–f4 9. Ld8–c7+ Kf4xg5 10. Lc7xh2 b5–b4 11. Kf7–e7 Kg5–f5 12. Ke7–d6 b4–b3 13. Lh2–e5 Kf5–e4 14. Le5–b2 Ke4–f4 15. Kd6xd7 Kf4–g3 16. d5–d6 Kg3xg2 17. Kd7–e6 h4–h3 18. d6–d7 h3–h2 19. d7–d8D h2–h1D 20. Dd8–d5+ Kg2–g1 21. Lb2–d4+ Kg1–h2 22. Ld4–e5+ Kh2–g1 23. Dd5–d1+ Kg1–g2 24. Dd1–e2+ Kg2–h3 25. Ke6–f5! Dh1–b1+ 26. Kf5–g5 Db1–g1+ 27. Kg5–h5 und Schwarz wird matt.

## Autor
Ab 1954 bearbeitete Kusnezow eine Kolumne in Schachmaty w SSSR. Seit 1971 leitete er die Rubrik für Schachkomposition dieser Schachzeitschrift. Er ist Autor zahlreicher Artikel zu Fragen der Schachkomposition. Auch im Bulletin des Zentralen Schachklubs der UdSSR und in Schachmatny Bulletin führte er Kolumnen.
In Zweta Schachmatnogo spektra (Die Farben des Schachspektrums) stellt Kusnezow 50 der besten Studien des korrespondierenden Mitglieds der Akademie der Wissenschaften der UdSSR Boris Andrejewitsch Sacharow vor.

## Titel
1961 wurde Kusnezow Meister des Sports der UdSSR, 1965 Internationaler Schiedsrichter für Schachkompositionen und 1980 verlieh ihm die FIDE den Titel Internationaler Meister für Schachkompositionen.

## Werke
- Anatoli Georgijewitsch Kusnezow: Zweta Schachmatnogo spektra. Fiskultura i sport, Moskwa 1980

## Privates
Kusnezow war Journalist. In seinen letzten Lebensjahren verschlechterte sich sein Gesundheitszustand. Bei einer Operation wurde ihm ein großer Teil seines Magens entfernt, wonach ihm die Ärzte einen baldigen Tod prognostizierten. Er verstarb an seinem 68. Geburtstag.